# Liste der Kulturgüter in Oberbalm
Die Liste der Kulturgüter in Oberbalm enthält alle Objekte in der Gemeinde Oberbalm im Kanton Bern, die gemäss der Haager Konvention zum Schutz von Kulturgut bei bewaffneten Konflikten, dem Bundesgesetz vom 20. Juni 2014 über den Schutz der Kulturgüter bei bewaffneten Konflikten sowie der Verordnung vom 29. Oktober 2014 über den Schutz der Kulturgüter bei bewaffneten Konflikten unter Schutz stehen.
Objekte der Kategorien A und B sind vollständig in der Liste enthalten, Objekte der Kategorie C fehlen zurzeit (Stand: 26. März 2024). Unter übrige Baudenkmäler sind geschützte Objekte zu finden, die im Bauinventar des Kantons Bern als «schützenswert» verzeichnet sind.

## Kulturgüter
| Foto |                                                                                         | Objekt                                          | Kat. | Typ | Standort                                            | Beschreibung |
| ---- | --------------------------------------------------------------------------------------- | ----------------------------------------------- | ---- | --- | --------------------------------------------------- | --- |
| ja   | Datei hochladen · Wikidata zu Speicher (Q19362672)                                      | Speicher KGS-Nr.: 09210                         | A    | G   | Horbermatt 114 598859 / 191514                      | 1782 erbauter Speicher, bei der Renovation 2008 um einige Meter versetzt. Der Bohlenständerbau ist von bester handwerklicher und künstlerischer Qualität und besitzt reiche Schrift- und Ornament-Malereien an Bundbalken, Pfetten und Bohlenwänden. Die Malereien werden dem Maler Christian Megert aus Wattenwil zugeschrieben.                                                                                          |
| ja   | Datei hochladen · Wikidata zu Bauernhaus (Q19362671)                                    | Bauernhaus KGS-Nr.: 09231                       | A    | G   | Stöckli 203 597453 / 189700                         | Das 1783 erbaute Bauernhaus ist ein herrschaftlicher Bau, dessen gemauertes Erdgeschoss kräftig mit Sandstein gegliedert ist. Darüber erhebt sich ein ebenfalls kräftig gegliedertes Fachwerk. Die imposante Ründe ist an ihrer Unterseite auffällig mit Malereien verziert, die ein Artilleriegefecht darstellen. Hinzu kommt im Scheitel das Wappen der Familie Rolli (der Bauherr war ein hoher Offizier).              |
| ja   | Datei hochladen · Wikidata zu Reformierte Kirche mit Pfarrhaus und Ofenhaus (Q29674158) | Reformierte Kirche mit Pfarrhaus KGS-Nr.: 01129 | B    | G   | Balmbergstrasse 3 / Kirschmattweg 4 597400 / 191310 | Das Kirchengebäude geht auf eine Wallfahrtskapelle aus dem 12. Jahrhundert zurück. Aus dieser Zeit stammt das romanische Kirchenschiff, während der Chor und der Kirchturm in den Jahren 1517 bis 1527 entstanden. 1790/91 wurde das Gebäude spätbarock umgestaltet. Zur Baugruppe gehört auch das 1839 erbaute Pfarrhaus, ein herrschaftlicher klassizistischer Putzbau mit kräftigen Sandsteingliederungen und Walmdach. |

## Übrige Baudenkmäler
Hinweis: Anstelle der KGS-Nummer wird als Objekt-Identifikator (ID) die Grundstücksnummer verwendet.
| ID  | Foto |                                                                | Objekt                      | Typ | Standort                             | Beschreibung |
| --- | ---- | -------------------------------------------------------------- | --------------------------- | --- | ------------------------------------ | ------------ |
| 8   | BW   | Datei hochladen                                                | Bauernhaus (1798)           | G   | Lehn 15 596227 / 192118              |              |
| 63  | ja   | Datei hochladen · Wikidata zu Felsenkeller (1798) (Q120064730) | Felsenkeller (1798)         | G   | Bühl N.N. 596537 / 191821            |              |
| 71  | ja   | Datei hochladen · Wikidata zu Speicher (Q19362673)             | Speicher (1763)             | G   | Oberbalmstrasse 209a 597156 / 191378 |              |
| 83  | BW   | Datei hochladen                                                | Bauernhaus (1662)           | G   | Hubelweidweg 3 597266 / 191426       |              |
| 91  | BW   | Datei hochladen                                                | Käserei (um 1910)           | G   | Oberbalmstrasse 225 597398 / 191341  |              |
| 95  | BW   | Datei hochladen                                                | Ehemaliges Archiv (18. Jh.) | G   | Balmbergstrasse 1 597357 / 191318    |              |
| 110 | BW   | Datei hochladen                                                | Bauernhaus (Mitte 18. Jh.)  | G   | Balmgrabenweg 4 597586 / 191425      |              |
| 172 | BW   | Datei hochladen                                                | Ofenhaus (1763)             | G   | Horbermatt 115 598921 / 191526       |              |
| 222 | BW   | Datei hochladen                                                | Wohnstock (um 1800)         | G   | Stein 143 599291 / 190446            |              |
| 307 | BW   | Datei hochladen                                                | Speicher (1744)             | G   | Bach 125 599725 / 191273             |              |
| 312 | BW   | Datei hochladen                                                | Stöckli-Speicher (1803)     | G   | Hüppi 127 600130 / 191941            |              |
| 368 | BW   | Datei hochladen                                                | Stöckli (1803)              | G   | Hinterbergstrasse 38 597032 / 191065 |              |
| 387 | BW   | Datei hochladen                                                | Ofenhaus (1787)             | G   | Oberbalmstrasse 226 597294 / 191361  |              |
| 391 | BW   | Datei hochladen                                                | Schulhaus (1898)            | G   | Balmbergstrasse 2 597334 / 191311    |              |
| 553 | BW   | Datei hochladen                                                | Bauernhaus (1783)           | G   | Stöckli 203 597458 / 189709          |              |
| 553 | BW   | Datei hochladen                                                | Speicher (um 1800)          | G   | Stöckli 205 597484 / 189717          |              |
| 614 | BW   | Datei hochladen                                                | Speicher (1743)             | G   | Oberer Nussbaum 228 598159 / 188910  |              |
| 760 | BW   | Datei hochladen                                                | Mühle (1854)                | G   | Kehrmühle 282 596678 / 190412        |              |